# Hôtel Charlemagne
El hotel Charlemagne es una mansión privada del siglo XVII situado en la Place des Victoires, en el lado sur de la plaza, limitando al oeste con la rue Catinat y al este con el Hôtel de Montplanque 1 distrito de París. Data de finales del XVII y fue clasificado como monumento histórico en 1967.